# Reconversió industrial

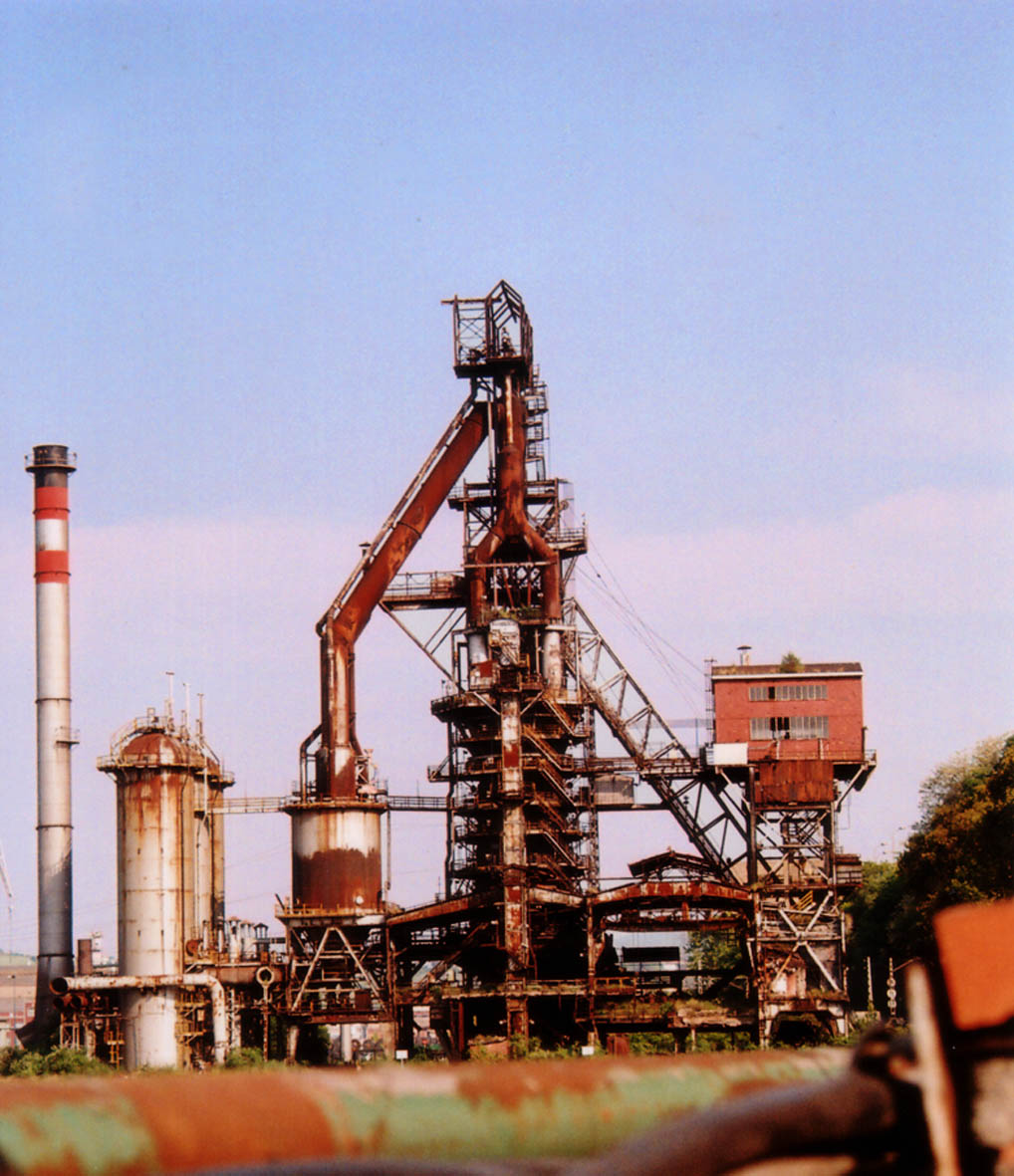
Forn metal·lúrgic abandonat a Sestao per la reconversió industrial

La reconversió industrial fou un procés iniciat a Espanya el 1984 que pretenia sanejar financerament a les empreses que entraren en crisi des de 1975 per l'augment dels costos energètics, modernitzar les fàbriques més antigues, adoptant noves tecnologies i fent-les més productives eliminant l'excés de producció amb dràstics ajustos d'ocupació i reducció de la plantilla laboral. Estes mesures van provocar grans moviments sindicals i socials en contra seu.
L'objectiu de la política de reconversió és adaptar eixes activitats a les necessitats del mercat, modernitzar-les i millorar els seus rendiments de cara a l'entrada a la Comunitat Econòmica Europea (CEE) l'any 1986.
Els sectors més afectats van ser el siderometal·lúrgic, construcció naval, tèxtil i calçat, línia blanca d'electrodomèstics, i les empreses General Elèctrica Espanyola, Westinghouse, Asturiana de Zinc, Talbot i Standar Elèctrica.
Es van crear una sèrie d'àrees promotores diferenciades segons l'activitat que realitzarien
- Unes àrees centrals, amb les seus socials amb capacitat de decisió, gestió, control i innovació, i les unitats de producció estratègica i tecnologia més avançades. (Madrid i en menor grau Barcelona).
- Unes àrees semiperifèriques destinades a fàbriques amb sistemes de producció més estandarditzats però amb un cert grau d'elaboració. (Biscaia, Saragossa o València).
- Unes àrees perifèriques que s'emporten la producció d'articles menys estratègics, encara que no necessàriament menys tecnificats, i que poden utilitzar mà d'obra menys qualificada.

## Resultats
- Les diferències entre regions es van engrandir, ja que Madrid i Barcelona van acaparar la majoria dels projectes.
- Els sectors més afavorits eren els més obsolets i amb poc marge de millora, metal·lúrgia, tèxtil, etc.
- Les PIME van tindre poc accés als avantatges.

## Conseqüències
- Aparició de regions en declivi amb una estructura econòmica poc diversificada.
- La industrialització de zones pròximes a antigues conglomeracions industrials.
- Industrialització de zones rurals.
- Industrialització de zones perifèriques de Madrid, Barcelona o Bilbao (Valladolid, vall de l'Ebre...).
- Pèrdua de 19 punts del PIB per part del sector industrial entre 1975 i 2009.[1]